# Le Monde Sauvage
Le Monde Sauvage is een dierentuin en safaripark in Aywaille in de provincie Luik.
Het bezoek aan het park is opgedeeld in twee delen. Eerst kan men met de auto door het park rijden waar watusirunderen, giraffen, zebra's, gnoes, struisvogels, capibara's en nog vele andere vrij rondlopen. Nijlpaarden, Witte neushoorns en Afrikaanse olifanten kan men hier ook bewonderen, maar deze hebben geen vrije uitloop.
Nadat de auto geparkeerd is kan men het park binnen gaan voor het tweede deel. Er is een volière met exotische vogels en shows met papegaaien, Patagonische zeeleeuwen en roofvogels. Verder zijn er onder andere beren, witte wolven, Amerikaanse bizons en katachtigen waaronder jachtluipaarden, leeuwen, panters, tijgers en poema's. Het park telt in totaal 152 verschillende diersoorten.

## Fokprogramma's
Het park neemt deel aan meerdere internationale fokprogramma's en coördineert en beheert het EEP-stamboek voor de bezoargeit.

## Dierencollectie

### Zoogdieren

#### Roofdieren
- Bengaalse tijger
- Bengaalse tijgerkat
- Bruine beer
- Euraziatische lynx
- Gestreept stinkdier
- IJsbeer

- Jachtluipaard
- Kleinklauwotter
- Kraagbeer
- Leeuw
- Luipaard
- Manenwolf

- Patagonische zeeleeuw
- Poema
- Poolwolf
- Rode neusbeer
- Rode panda
- Wasbeer

#### Primaten
- Baardaap
- Chimpansee
- Pinchéaapje

- Ringstaartmaki
- Rode vari
- Sumatraanse orang-oetan

- Withandgibbon
- Witoorpenseelaapje
- Zwartwitte vari

#### Evenhoevigen
- Algazelle
- Amerikaanse bizon
- Barasingahert
- Basterdgemsbok
- Blauwe gnoe
- Blesbok
- Bongo
- Damhert
- Dromedaris
- Dwerggeit

- Eland
- Elandantilope
- Giraffe
- Grote koedoe
- Impala
- Jak
- Kameel
- Kameroenschaap
- Knobbelzwijn
- Lama

- Litschiewaterbok
- Nijlpaard
- Nijlgau
- Nyala
- Wapiti
- Waterbok
- Waterbuffel
- Watusirund
- Zwarte paardantilope

#### Onevenhoevigen
- Chapmanzebra
- Dwergezel

- Laaglandtapir
- Kiang

- Shetlandpony
- Witte neushoorn

#### Knaagdieren
- Capibara
- Witstaartstekelvarken
- Mara
- Zwartstaartprairiehond

#### Buideldieren
- Bennettwallaby
- Rode reuzenkangoeroe

#### Andere zoogdieren
- Afrikaanse olifant
- Konijn

### Vogels

#### Roofvogels
- Aasgier
- Arendbuizerd
- Amerikaanse zeearend
- Andescondor
- Europese zeearend
- Falklandcaracara

- Kapgier
- Keizerarend
- Monniksgier
- Sakervalk
- Secretarisvogel
- Sneeuwgier

- Steenarend
- Steppearend
- Vale gier
- Witruggier
- Zwarte wouw

#### Papegaaien
- Blauwgele ara
- Blauwvoorhoofdamazone
- Geelvleugelara
- Geelvoorhoofdamazone
- Grijze roodstaartpapegaai

- Groenvleugelara
- Grote geelkuifkaketoe
- Kleine geelkuifkaketoe
- Oranjevleugelamazone
- Ornaatlori

- Roodschouderara
- Soldatenara
- Witbuikcaique
- Witte kaketoe
- Zwartkopcaique

#### Uilen
- Bengaalse oehoe
- Briluil
- Europese oehoe
- Laplanduil
- Maleise bosuil
- Kerkuil
- Sneeuwuil

#### Roeipotigen
- Afrikaanse lepelaar
- Heilige ibis
- Kleine zilverreiger
- Koereiger
- Kroeskoppelikaan
- Kwak
- Rode ibis

#### Loopvogels
- Emoe
- Kuiftinamoe
- Nandoe
- Struisvogel

#### Eendvogels
- Kuifhoenderkoet
- Roestgans
- Witwangfluiteend

#### Hoendervogels
- Blauwe pauw
- Bruine hokko
- Helmparelhoen
- Kalkoen
- Kip

#### Kraanvogels
- Grijze kroonkraanvogel
- Jufferkraanvogel
- Witnekkraanvogel

#### Andere vogels
- Aalscholver
- Chileense flamingo
- Humboldtpinguïn
- Kookaburra

- Kuifseriema
- Ooievaar
- Roodsnaveltoekan

- Reuzentoekan
- Trompetneushoornvogel
- Witstaartgaai

### Reptielen

#### Schildpadden
- Klokschildpad
- Kolenbranderschildpad
- Lettersierschildpad
- Seychellenreuzenschildpad

#### Hagedissen
- Baardagame
- Chinese wateragame
- Groene leguaan
- Madagaskardaggekko
- Pantergekko

#### Slangen
- Tijgerpython
- Afgodslang
- Koningspython

### Amfibieën
- Tijgersalamander